# Delta Cancridy
delta Cancridy (δ Cancridy, DCA) – trwający przez cały styczeń ekliptyczny rój meteorów o średniej aktywności. Jego radiant znajduje się w gwiazdozbiorze Raka, a maksimum tego roju przypada na 17 stycznia. Został on odkryty w roku 1872, jednak jego istnienie potwierdzono dopiero w 1971 roku. Liczba meteorów na godzinę wynosi 4.
W 2007 roku, decyzją Międzynarodowej Organizacji Meteorowej, rój delta Cancridy został wraz z innymi rojami ekliptycznymi zastąpiony jednym, całorocznym rojem Antyhelion.